# Romulea columnae
Espèce
La romulée à petite fleurs, Romulea columnae, est une espèce de plantes herbacées bulbeuse appartenant à la famille des Iridaceae et au genre Romulea.

## Synonymes
- Romulea bulbocodium subsp. columnae (Sebast. & Mauri) Bonnier & Layens, 1894
- Romulea erythropoda Jord., 1903
- Romulea minima Ten., 1832
- Romulea modesta Jord., 1866
- Romulea neglecta Jord. & Fourr., 1868
- Romulea parlatorii Tod., 1857
- Romulea parviflora Bubani, 1902
- Romulea ramiflora var. contorta Moggr.
- Trichonema columnae Rchb., 1830
- Ixia minima Ten., 1831
- Romulea basileleonis Sennen, 1926

## Description
La floraison a lieu de février à avril.
Plante assez petite. Les feuilles sont rigides et d'un vert vif, filiformes, courbées, larges de moins de 5 mm, et d'une longueur de 6 à 12 cm. Périgone blanc à l'intérieur ou lavé de lilas.

## Habitat et répartition
Romulea columnae pousse sur les sols sablonneux drainants des prairies et des falaises côtières du littoral méditerranéen et atlantique depuis le Maroc, les Canaries jusqu'en Grande-Bretagne.
Une population de Romulea columnae auparavant non répertoriée a été découverte par l'OFB pendant l'hiver 2024 sur la commune de Villeneuve-lès-Maguelone dans l'agglomération de Montpellier .